# Alliance française à Madagascar
L’Alliance française à Madagascar constitue actuellement un réseau couvrant toutes les régions de la Grande Île. Chaque implantation est gérée par une association de droit malgache sans but lucratif et la coordination est assurée par un délégué général de la Fondation Alliance française. 
L'objet de ce réseau est de développer des cours de français et la formation de professeurs de français et de proposer des activités culturelles. Chaque centre propose une bibliothèque/médiathèque.
L’Alliance française à Madagascar a été reconnue d'utilité publique par le gouvernement malgache (décret 2012-726 en date du 31 juillet 2012).

## Historique
Dès la fin du XIXe siècle (1888), des établissements appelés Écoles de Madagascar sont ouverts par l’Alliance française de l’Île Maurice, fondée en 1884, un an après l'Alliance française de Paris. La création de l'Alliance française de Tananarive est décidée après la Seconde Guerre mondiale et intervient effectivement en 1947. Les autres centres sont créés après l'indépendance du pays.

## Organisation
En 2011, le réseau comprenait quelque 800 personnes impliquées : un tiers de membres des Conseils d’administration bénévoles, un tiers d’enseignant(e)s et un tiers d'autres salariés. Le ministère français des Affaires étrangères détache auprès des principales Alliances du personnel rémunéré par le gouvernement français, notamment des volontaires internationaux, ainsi que des subventions qui viennent compléter leurs ressources propres. Le délégué général de la Fondation Alliance française à Madagascar, qui est également directeur de l'Alliance française de Tananarive, est généralement un professeur français ayant une expérience du réseau mondial de l'Alliance française. Depuis 2017, c'est Jean-Paul Clément qui occupe ce poste, succédant à Marc Sarrazin arrivé en 2013.
Le Conseil général de La Réunion finance des missions (opérées dans le cadre de France Volontaires) confiées à des volontaires du Service civique à l’international, des volontaires de solidarité internationale (VSI) ou sous contrat unique d’insertion (CUI), qui viennent en appui à des structures malgaches, dans les Alliances françaises, mais aussi des clubs de français dans les lycées publics malgaches, et des associations sportives, culturelles et sociales.
Outre l'Ambassade de France à Madagascar, l'Institut français, la Fondation Alliance française, l'Alliance française entretient des partenariats avec diverses structures :
- Trait d'union France-Madagascar[4], qui a créé un réseau de 24 bibliothèques de brousse (avec point d'accès à Internet) appelées Centres de lecture, d’information et de culture (CLIC), rattachés à des Alliances françaises qui en assurent le suivi[5].
- Orange Madagascar
- Air France
- Canalsat Madagascar[6]
- Carlton Madagascar, pour faciliter l'accueil d'intervenants et d'artistes
- MAPEF (Madagascar - Appui à l’enseignement du et en français), projet de la Coopération française[7]
- BusinessDigital, formation gratuite avec le gouvernement malgache

## Composition du réseau
Depuis 2001, le réseau compte 29 associations.
- Ambanja (1978)
- Ambatondrazaka (1977)
- Ambilobe (1988)
- Ambositra (1984)
- Ambovombe (1999)
- Andapa (1997)
- Antalaha (1981)
- Antananarivo / Tananarive (1947)
- Antsalova (1986)
- Antsirabe (1966)
- Antsiranana / Diégo-Suarez (1967)
- Antsohihy (1986)
- Fandriana (1984)
- Farafangana (1995)
- Fianarantsoa (1971)
- Fort-Dauphin / Tolagnaro (1976)
- Maintirano (1979)
- Majunga / Mahajanga (1975)
- Manakara (1976)
- Mananjary (1987)
- Moramanga (1993)
- Morombe (2001)
- Morondava (1978)
- Nosy Be (1976)
- Sainte-Marie (1975)
- Sambava (1979)
- Tamatave / Toamasina (1975)
- Toliara / Tuléar (1976)
- Tsiroanomandidy (1992)